# Okamejei
Okamejei ist eine Gattung kleiner Rochen aus der Familie der Echten Rochen (Rajidae).

## Merkmale
Die maximale Gesamtlänge der Fische liegt etwa bei 55 cm. Die Körperscheibe ist rhombisch und hat in der Regel eine Breite von 55 bis 65 % der Gesamtlänge. Die Spitzen der Brustflossen sind abgerundet. Die Schnauze ist kurz bis mittellang, der relativ lange Schwanz (44 bis 56 % der Gesamtlänge) ist bei ausgewachsenen Exemplaren 1,2 bis 1,5 mal so lang wie die Maximalbreite der Rochen. Die Bauchflossen sind zweilappig, wobei die vorderen Loben deutlich kürzer sind als die hinteren. An den Augenrändern befinden sich einige deutlich hervortretende Dornen; einige unregelmäßige Dornenreihen befinden sich in der Schulterregion, auf der Rückenmitte und auf dem Schwanz. Der größte Teil der Rückenseite ist aber frei von Dornen. Okamejei-Arten haben 35 bis 55 Wirbel im Rumpf und im körpernahen Schwanzabschnitt vor der ersten Rückenflosse. Sie sind auf der Oberseite hellgelb bis dunkelbraun gefärbt, einfarbig oder mit dunklen Punkten, Ringen oder Augenflecken. Die Bauchseite ist weißlich bis cremefarben, an den Rändern bei einigen Arten dunkel. Auch die Poren und Kanäle des sensorischen Systems sind dunkel pigmentiert.
Die Gattung ist nur ungenügend beschrieben worden und kann durch ihre diagnostischen Merkmale nicht klar von Dipturus unterschieden werden.

## Arten

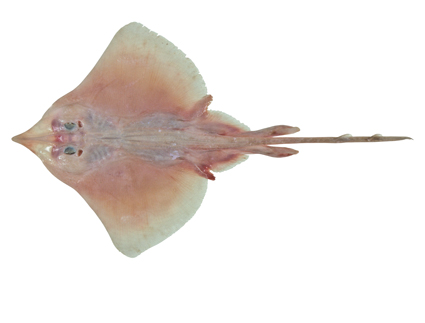
Okamejei leptoura

Zur Gattung Okamejei gehören 14 Arten:
- Okamejei acutispina (Ishiyama, 1958)
- Okamejei arafurensis Last & Gledhill, 2008
- Okamejei boesemani (Ishihara, 1987)
- Okamejei cairae Last, Fahmi & Ishihara, 2010
- Okamejei heemstrai (McEachran & Fechhelm, 1982)
- Okamejei hollandi (Jordan & Richardson, 1909)
- Okamejei kenojei (Müller & Henle, 1841)
- Okamejei leptoura Last & Gledhill, 2008
- Okamejei meerdervoortii (Bleeker, 1860)
- Okamejei mengae Jeong, Nakabo & Wu, 2007
- Okamejei ornata Weigmann et al., 2015
- Okamejei panayensis Misawa et al., 2022[4]
- Okamejei picta Ng et al., 2023[5]
- Okamejei schmidti (Ishiyama, 1958)

Wahrscheinlich gibt es noch einige unbeschriebene Arten.